# Costa Seibeb
Costa Seibeb (* 7. Februar 1992 in Windhoek; † 1. Mai 2017 bei Lüderitz) war ein namibischer Radrennfahrer.
2013 gewann Seibeb das Straßenrennen des Namibian Cycle Classic und belegte im Mountainbikewettbewerb den zweiten Platz. Im selben Jahr gewann er das Nedbank Cycle Classic, das er 2014 und 2015 erneut für sich entschied. Bei den namibischen Straßenmeisterschaften 2013 belegte er den zweiten Rang im Straßenrennen und den dritten Rang im Einzelzeitfahren. In Zürich siegte er bei der Meisterschaft von Zürich. Bei den Afrikanischen Straßenmeisterschaften 2013 wurde er Neunter im Einzelzeitfahren. 2014 wurde Seibeb namibischer Meister im Straßenrennen und gleichzeitig U-23-Meister.
Am 30. April 2017 verunglückte Seibeb zwischen Aus und Keetmanshoop bei einem Unfall mit einem Auto, bei dem er am Steuer gesessen hatte. Er starb am nächsten Tag beim Krankentransport nach Lüderitz an den Unfallfolgen.

## Erfolge
2014
- Namibischer Meister – Straßenrennen

2015
- Namibischer Meister – Mountainbike
- Namibischer Meister – Radmarathon

2017
- Namibischer Meister – Radmarathon